# 大人の山歩き〜自分に出会える百名山〜
『大人の山歩き〜自分に出会える百名山〜』（おとなのやまあるき じぶんにであえるひゃくめいざん）とは、2012年10月6日から2013年9月28日までテレビ朝日で放送されていた旅番組。

## 内容
毎回山歩きが趣味である案内人が、初めて山に登る人でも楽しめる、季節に合った山歩きコースを紹介していた。第3回以降はホスト役と初心者の2人とガイド役で山歩きを行うスタイルをとっており、山歩き後には人生感と絡めた締めトークを行っていた。エバーライフの一社提供。

## 出演者
山岳ガイドおよび木風舎の代表である橋谷晃がガイド役として出演。各回の出演者は放映リストを参照。
基本的には2人で2週分を担当するが、第17回以降は天候やスケジュールの都合から単発的なキャストが多くなっていた。

## 放送リスト
※放送日は、テレビ朝日基準。
| No | サブタイトル                   | 放送日         | 出演者                     |
| -- | ------------------------------ | -------------- | -------------------------- |
| 1  | 篭ノ登山 前編                  | 2012年10月6日  | 市毛良枝                   |
| 2  | 篭ノ登山 後編                  | 2012年10月13日 | 市毛良枝                   |
| 3  | 北八ヶ岳・前編                 | 2012年10月20日 | 市毛良枝、きたろう         |
| 4  | 北八ヶ岳・後編                 | 2012年10月27日 | 市毛良枝、きたろう         |
| 5  | 戸隠 前編                      | 2012年11月3日  | 宍戸開、モト冬樹           |
| 6  | 戸隠 後編                      | 2012年11月17日 | 宍戸開、モト冬樹           |
| 7  | 斑尾山                         | 2012年11月24日 | 市毛良枝、田中要次         |
| 8  | 上ノ平高原                     | 2012年12月1日  | 市毛良枝、田中要次         |
| 9  | 八ヶ岳スーパートレイル・清里   | 2012年12月8日  | 田中律子、今井ゆうぞう     |
| 10 | 八ヶ岳スーパートレイル・飯盛山 | 2012年12月15日 | 田中律子、今井ゆうぞう     |
| 11 | 立山 前編                      | 2012年12月22日 | 市毛良枝                   |
| 12 | 総集編                         | 2012年12月29日 | 市毛良枝                   |
| 13 | 立山 中編                      | 2013年1月5日   | 市毛良枝                   |
| 14 | 立山 後編                      | 2013年1月12日  | 市毛良枝                   |
| 15 | 奥高尾・景信山                 | 2013年1月19日  | 宍戸開、古村比呂           |
| 16 | 三湖台                         | 2013年1月26日  | 宍戸開、古村比呂           |
| 17 | 発端丈山                       | 2013年2月2日   | 榎木孝明、大場久美子       |
| 18 | 宝登山                         | 2013年2月9日   | 市毛良枝、斎藤洋介         |
| 19 | 富山                           | 2013年2月16日  | 市毛良枝、斎藤洋介         |
| 20 | 伊予ヶ岳                       | 2013年2月23日  | 石丸謙二郎、野村真美       |
| 21 | 烏場山                         | 2013年3月2日   | 石丸謙二郎、野村真美       |
| 22 | 幕山                           | 2013年3月9日   | きたろう、いとうまい子     |
| 23 | 伊豆大島・三原山 前編          | 2013年3月16日  | 古村比呂、前田吟           |
| 24 | 伊豆大島・三原山 後編          | 2013年3月23日  | 古村比呂、前田吟           |
| 25 | 龍籠山                         | 2013年3月30日  | 石丸謙二郎、渡辺典子       |
| 26 | ミツバ岳                       | 2013年4月6日   | 市毛良枝、中原丈雄         |
| 27 | 岩根山つつじ園                 | 2013年4月13日  | 市毛良枝、永島敏行         |
| 28 | 金冠山                         | 2013年4月20日  | いとうまい子、佐戸井けん太 |
| 29 | 琴平丘陵                       | 2013年4月27日  | 石丸謙二郎、藤吉久美子     |
| 30 | 蓑山                           | 2013年5月4日   | 藤吉久美子、根本りつ子     |
| 31 | 日光・泣虫山                   | 2013年5月11日  | 田中律子、石倉三郎         |
| 32 | 坂戸山                         | 2013年5月18日  | 荻原次晴、岩崎恭子         |
| 33 | 斑尾高原・袴岳                 | 2013年5月25日  | 神保悟志、秋本奈緒美       |
| 34 | 西沢渓谷                       | 2013年6月1日   | 神保悟志、秋本奈緒美       |
| 35 | 乗鞍高原                       | 2013年6月8日   | 市毛良枝、風間トオル       |
| 36 | 三ツ峠山                       | 2013年6月22日  | 市毛良枝、中原丈雄         |
| 37 | 入笠山                         | 2013年7月6日   | 佐戸井けん太、藤田朋子     |
| 38 | 志賀高原                       | 2013年7月13日  | 川野太郎、生稲晃子         |
| 39 | 前掛山                         | 2013年7月20日  | 中原丈雄、ほっしゃん。     |
| 40 | 草津・本白根山                 | 2013年7月27日  | 荻原次晴、田中律子         |
| 41 | 尾瀬ヶ原                       | 2013年8月3日   | 藤岡弘、、村井美樹         |
| 42 | 尾瀬・至仏山                   | 2013年8月10日  | 藤岡弘、、村井美樹         |
| 43 | 御岳山                         | 2013年8月17日  | 神保悟志、浅見れいな       |
| 44 | 白馬村・八方尾根               | 2013年8月24日  | 羽場裕一 、筒井真理子      |
| 45 | 燕岳                           | 2013年8月31日  | 中原丈雄、野村真美         |
| 46 | 乗鞍岳                         | 2013年9月7日   | 神保悟志、安田美沙子       |
| 47 | 霧ヶ峰高原                     | 2013年9月14日  | 石丸謙二郎、朝加真由美     |
| 48 | 富士山                         | 2013年9月21日  | 市毛良枝、中原丈雄         |
| 49 | 富士山                         | 2013年9月28日  | 市毛良枝、中原丈雄         |

## ネット局
※2013年9月の番組終了まではテレビ朝日系列16局ネット。
| 放送対象地域   | 放送局                   | 放送期間                       | 放送日時         | 系列           | 遅れ                    |
| -------------- | ------------------------ | ------------------------------ | ---------------- | -------------- | ----------------------- |
| 関東広域圏     | テレビ朝日（EX）         | 2012年10月6日 - 2013年9月28日  | 土曜 6:00 - 6:30 | テレビ朝日系列 | （制作局）              |
| 青森県         | 青森朝日放送（ABA）      | 2012年10月6日 - 2013年9月28日  | 土曜 6:00 - 6:30 | テレビ朝日系列 | 同時ネット              |
| 秋田県         | 秋田朝日放送（AAB）      | 2012年10月6日 - 2013年9月28日  | 土曜 6:00 - 6:30 | テレビ朝日系列 | 同時ネット              |
| 中京広域圏     | メ〜テレ                 | 2012年10月6日 - 2013年9月28日  | 土曜 6:00 - 6:30 | テレビ朝日系列 | 同時ネット              |
| 近畿広域圏     | 朝日放送（ABC）          | 2012年10月6日 - 2013年9月28日  | 土曜 6:00 - 6:30 | テレビ朝日系列 | 同時ネット              |
| 香川県・岡山県 | 瀬戸内海放送（KSB）      | 2012年10月6日 - 2013年9月28日  | 土曜 6:00 - 6:30 | テレビ朝日系列 | 同時ネット              |
| 広島県         | 広島ホームテレビ（HOME） | 2012年10月6日 - 2013年9月28日  | 土曜 6:00 - 6:30 | テレビ朝日系列 | 同時ネット              |
| 福岡県         | 九州朝日放送（KBC）      | 2012年10月6日 - 2013年9月28日  | 土曜 6:00 - 6:30 | テレビ朝日系列 | 同時ネット              |
| 大分県         | 大分朝日放送（OAB）      | 2012年10月6日 - 2013年9月28日  | 土曜 6:00 - 6:30 | テレビ朝日系列 | 同時ネット              |
| 鹿児島県       | 鹿児島放送（KKB）        | 2012年10月6日 - 2013年9月28日  | 土曜 6:00 - 6:30 | テレビ朝日系列 | 同時ネット              |
| 沖縄県         | 琉球朝日放送（QAB）      | 2012年10月6日 - 2013年9月28日  | 土曜 6:00 - 6:30 | テレビ朝日系列 | 同時ネット              |
| 山形県         | 山形テレビ（YTS）        | 2012年10月7日 - 2013年9月29日  | 日曜 6:00 - 6:30 | テレビ朝日系列 | 遅れネット              |
| 福島県         | 福島放送（KFB）          | 2012年10月7日 - 2013年9月29日  | 日曜 6:00 - 6:30 | テレビ朝日系列 | 遅れネット              |
| 新潟県         | 新潟テレビ21（UX）       | 2012年10月7日 - 2013年9月29日  | 日曜 6:00 - 6:30 | テレビ朝日系列 | 遅れネット              |
| 愛媛県         | 愛媛朝日テレビ（eat）    | 2012年10月7日 - 2013年9月29日  | 日曜 6:00 - 6:30 | テレビ朝日系列 | 遅れネット              |
| 北海道         | 北海道テレビ（HTB）      | 2012年10月13日 - 2013年9月28日 | 土曜 5:20 - 5:50 | テレビ朝日系列 | 遅れネット              |
| 長野県         | 長野朝日放送（abn）      | 2013年10月5日 - 2014年3月29日  | 土曜 7:00 - 7:30 | テレビ朝日系列 | 遅れネット              |
| 全国           | テレ朝チャンネル2        | 2015年7月 - 8月                | 不定期           | CSデジタル放送 | 送れネット 途中から放送 |

### 過去のネット局
- 静岡朝日テレビ（SATV） - 2012年10月6日 - 2013年3月30日 土曜 6:45 - 7:15（45分遅れ）
- BS朝日 - 2015年7月21日[4]

## スタッフ
- 構成：水野宗徳、大作麻利
- ナレーション：宮内敦士
- カメラ：沼田善
- 音声：行廣晋一、大井剛、梅沢大輔
- 音効：井上竜一
- 編集：よしだ裕二
- MA：真嶋祐司
- TK：渡辺千智
- CG：グレートインターナショナル
- 技術協力：東洋レコーディング
- ロケ技術：J-crew
- 編成：吉川徹
- 宣伝：三木真一
- 制作協力：木風舎、南アルプス芦安山岳館
- 衣装協力：mont-bell
- 制作スタッフ：細田典加、飯山絵梨、篠原美有紀、佐川将仁／大西達也、森俊平
- ディレクター：陣川友裕、竹内まさみ、山崎智史、安納隆仁／野口智之、野田康広
- チーフディレクター：植田弘樹
- プロデューサー：金澤美保（テレビ朝日）、小泉哲朗・永瀬琢也（トップシーン）／阿具根健
- 制作協力：トップシーン
- 制作著作：テレビ朝日